# Trachelas chubbi
Espèce
Trachelas chubbi est une espèce d'araignées aranéomorphes de la famille des Trachelidae.

## Distribution
Cette espèce  se rencontre en Tanzanie, au Kenya, au Burundi, au Congo-Kinshasa et au Cameroun.

## Description
Le mâle syntype  mesure 4,5 mm et la femelle syntype 4 mm.
Les mâles mesurent de 2,60 à 4,72 mm et les femelles de 2,70 à 4,88 mm.

## Systématique et taxinomie
Cette espèce a été décrite par Lessert en 1921.

## Étymologie
Cette espèce est nommée en l'honneur d'Ernest Charles Chubb.

## Publication originale
- Lessert, 1921 : « Araignées du Kilimandjaro et du Merou (suite). 4. Clubionidae. » Revue Suisse de Zoologie, vol. 28, p. 381-442 (texte intégral).